# پایگاه رصد و مراقبت فضایی امام صادق

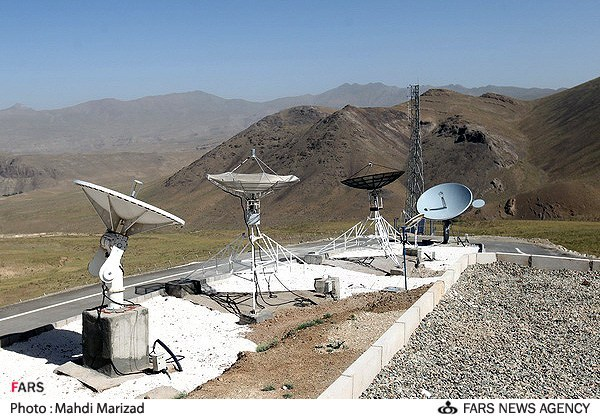
نمایی از تحهیزات پایگاه جامع رصد و مراقبت فضایی امام صادق - ۱۳۹۲

پایگاه جامع رصد و مراقبت فضایی امام صادق نخستین مرکز رصد و مراقبت فضایی ایران می‌باشد. این پایگاه در تاریخ ۱۹ خرداد ۱۳۹۲ و با حضور محمود احمدی نژاد رئیس‌جمهور و سردار احمد وحیدی وزیر دفاع جمهوری اسلامی ایران افتتاح گردید. پایگاه جامع رصد و مراقبت فضایی امام صادق در استان مرکزی و روستای جاسب قرار دارد. این پایگاه توسط صنایع الکترونیک وزارت دفاع و پشتیبانی نیروهای مسلح جمهوری اسلامی ایران (صا ایران) طراحی و ساخته شده است. 

## وظایف
پایگاه جامع رصد و مراقبت فضایی امام صادق وظیفه رصد و پیگیری اجسام فضایی را در فضای بیرونی جو دارد. 
این پایگاه به منظور کشف، شناسایی، جستجو و رصد اجسام فضایی ایجاد شده است؛ همچنین ردیابی راداری، ردیابی الکترواپتیکی و ردیابی رادیویی سه روشی است که در این مرکز برای جستجو و ردیابی اجسام فضایی بکار گرفته می شود.
کلیه داده های رصد از سامانه های رصدی به سالن فرماندهی و کنترل عملیات مراقبت فضایی منتقل و از آنجا بعد از دسته بندی داده ها جمع آوری شده، فرایند کشف و شناسایی اهداف فضایی آغاز می گردد.